# Conceição das Alagoas
Conceição das Alagoas est une municipalité brésilienne de l'État du Minas Gerais et la microrégion d'Uberaba.